# الین سدروس
الین سدروس (انگلیسی: Elin Cederroos؛ زادهٔ ۱۶ ژانویهٔ ۱۹۸۵) بوکسور اهل سوئد است.